# ルイ8世 (フランス王)
ルイ8世（Louis VIII, 1187年9月5日 - 1226年11月8日）は、フランス王国カペー朝第8代国王（在位：1223年 - 1226年）。フィリップ2世の長男。獅子王（le Lion）と呼ばれる。

## 誕生から即位
フィリップ2世と最初の妻イザベル・ド・エノーとの間に長子として生まれる。イザベルは西フランク王家だったカロリング家の血を引いており、カペー家とカロリング家の両方の血統を受け継ぐルイ8世が誕生することにより、よりフランス王の正当性が高まったと考えられた。
1214年には、フランスの挟撃を狙いギエンヌから侵攻したイングランド王ジョンをポワチエで撃退して南方の憂いを軽減し、北方におけるブーヴィーヌの戦いの勝利に貢献した。1216年にはジョンに不満を持つイングランド諸侯と連携し、イングランドに侵攻する（第一次バロン戦争）。一時はロンドンを占領し戴冠目前だったが、ジョンが急死した後、跡を継いだヘンリー3世がマグナ・カルタを承認し諸侯と和解したため、イングランドからの撤退を余儀なくされた。
1217年にイングランドから戻ると、南仏諸侯の反撃に苦戦するアルビジョア十字軍を支援した。
1223年のフィリップ2世の崩御により即位し、ユダヤ人から借金することを禁じる布告を出したが、大諸侯であるシャンパーニュ伯ティボー4世はこれに従わず対立した。

## アルビジョア十字軍への参加と崩御

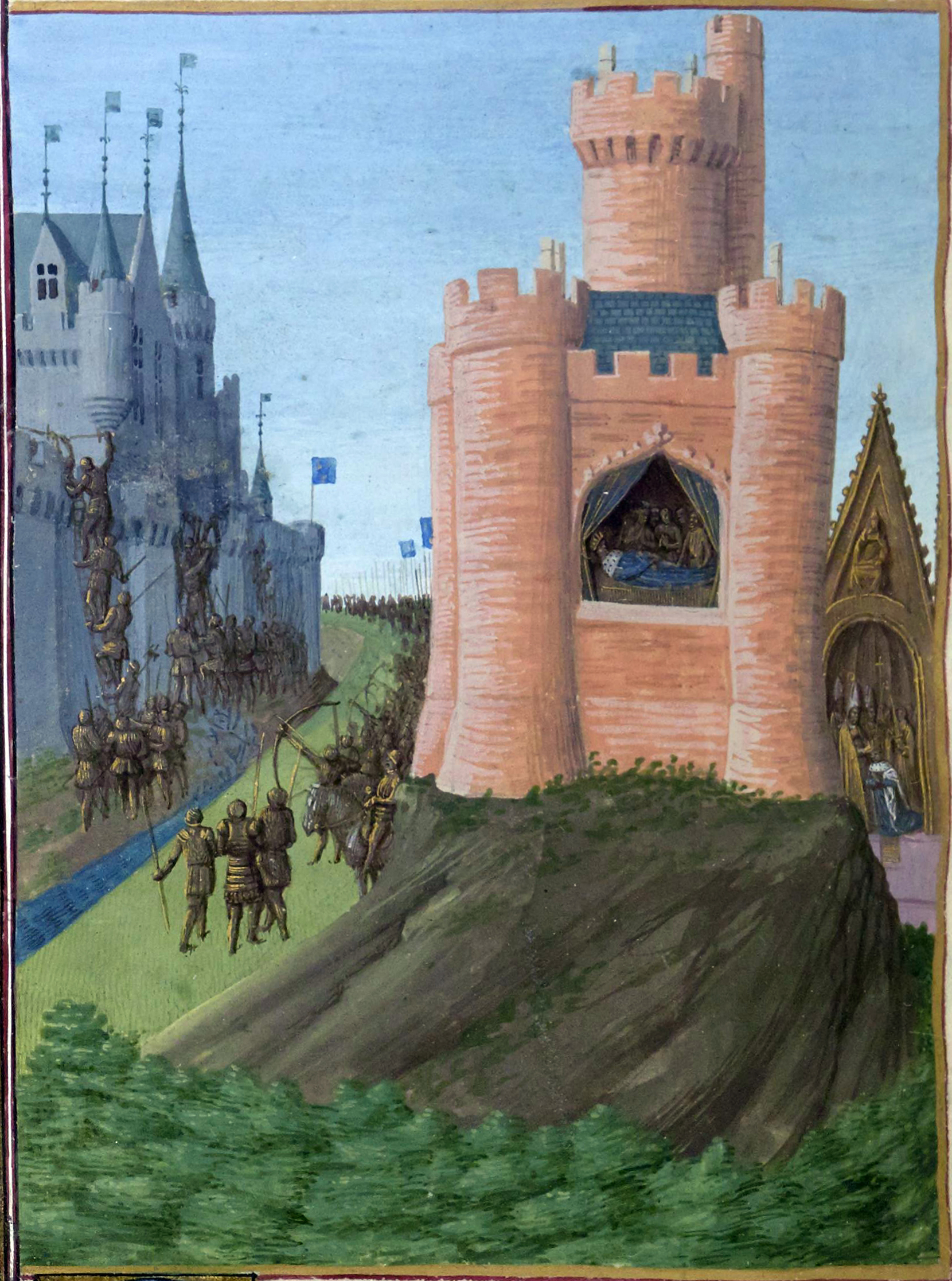
ルイ8世の崩御を描いた15世紀の絵画。左側にアルビジョア十字軍におけるアヴィニョン攻略戦、右側にモンパンシエ城にて1226年11月8日に崩御したルイ8世、その右下にルイ9世の即位の様子が描かれている（ジャン・フーケ画、フランス大年代記（1455年 - 1460年））。

1224年にアルビジョア十字軍の指導者だったアモーリー6世・ド・モンフォールから南仏（ラングドック）の支配権を譲り受けると、1225年にトゥールーズ伯レーモン7世を再び破門に追い込み、1226年に新しい十字軍を率いてラングドックからオーヴェルニュ、さらには当時神聖ローマ帝国領だったプロヴァンスの征服に乗り出した。
戦い疲れた南仏の諸都市はほとんど抵抗せずに降伏し、アヴィニョンで抵抗にあったが、これを3ヶ月で制圧し、南仏への王権伸張に成功した。しかし、11月にパリへの帰路、オーヴェルニュ、モンパンシエ城において崩じた。
死因はおそらく戦地で感染した赤痢とされるが、王妃ブランシュとシャンパーニュ伯ティボー4世が結託して、王を毒殺したとの噂が当時流れた。

## 家族
1200年にカスティーリャ王アルフォンソ8世の娘ブランシュ・ド・カスティーユと結婚し、以下の子女をもうけた。
- ブランシュ（1205年 - 1206年）
- アニェス（1207年）
- フィリップ（1209年 - 1218年） - 1217年にアニェス・ド・ドンジーと結婚
- アルフォンス（1213年）
- ジャン（1213年） - アルフォンスの双子の兄弟
- ルイ9世（1214年 - 1270年） - フランス王
- ロベール（1216年 - 1250年） - アルトワ伯
- フィリップ（1218年 - 1220年）
- ジャン・トリスタン（1219年 - 1232年） - アンジュー伯、メーヌ伯
- アルフォンス（1220年 - 1271年） - ポワトゥー伯、オーヴェルニュ伯、トゥールーズ伯
- フィリップ・ダゴベール（1222年 - 1232年）
- イザベル（1225年 - 1269年）
- エティエンヌ（1225年 - 1226/7年）
- シャルル（1226年 - 1285年） - アンジュー伯、メーヌ伯、プロヴァンス伯、フォルカルキエ伯、シチリア王